# Pops Mensah-Bonsu
Nana Papa Yaw Dwene "Pops" Mensah-Bonsu (ur. 7 września 1983 w Tottenham) – angielski koszykarz, występujący na pozycjach skrzydłowego oraz środkowego, obecnie generalny menadżer klubu G-League Capital City Go-Go.
26 czerwca 2015 został zawieszony na dwa lata od uprawiania zawodowo wszelkich dyscyplin sportowych z powodu pozytywnego testu na obecność amfetaminy w jego organizmie.

## Osiągnięcia
NCAA
- Laureat nagrody – Największy Postęp Konferencji Atlantic 10 (2004 – Chris Daniels Award)[2]
- Zaliczony do[2]:
  - I składu:
    - All-Atlantic (2006)
    - defensywnego Atlantic 10 (2006)
    - turnieju Atlantic 10 (2005)

  - II składu All-Atlantic 10 (2005)

Drużynowe
- Mistrz:
  - EuroChallenge (2012)[3]
  - VTB (2010)[3]
  - Turcji (2012)[3]
  - Rosji (2010)[3]
- 3. miejsce w Eurolidze (2010)
- Wicemistrz Turcji (2014)
- Zdobywca:
  - pucharu
    - Turcji (2012)[3]
    - Rosji (2010)[4]

  - superpucharu Turcji (2012)
- Finalista superpucharu Włoch (2007)[4]

Indywidualne
- MVP:
  - ligi tureckiej (2012)
  - EuroChallenge Final Four (2012)
  - D-League All-Star Game (2007)[2]
  - kolejki Euroligi (tydzień 2 - 2008/09)[3]
- Obrońca Roku ligi tureckiej (2012)
- Uczestnik meczu gwiazd:
  - D-League (2007)[2]
  - ligi tureckiej (2012)[3]
- Lider w zbiórkach:
  - Eurochallenge (2012)[3]
  - ligi greckiej (2015)
  - D-League (2007)
- Zwycięzca konkursu wsadów ligi tureckiej (2012)[4]
- Finalista konkursu wsadów ligi ACB (2009)

Reprezentacja
- Uczestnik:
  - igrzysk olimpijskich (2012 – 9. miejsce)[2]
  - Eurobasketu (2009 – 13. miejsce)[2]